# Pac's Life
„Pac's Life” este un cântec al interpretului de muzică rap 2Pac, realizat în colaborare cu Ashanti și T.I.. Discul single a fost lansat la data de 21 noiembrie 2006 și a obținut clasări de top 40 în țări precum Australia, Germania, Irlanda, Noua Zeelandă, Portugalia sau Regatul Unit.

## Datele lansărilor
| Țara                       | Data              | Format      | Referință |
| -------------------------- | ----------------- | ----------- | --------- |
| Statele Unite ale Americii | 21 noiembrie 2006 | disc single | [ 1 ]     |
| Regatul Unit               | 5 ianuarie 2007   | disc single | [ 3 ]     |

## Clasamente
| Clasament                    | Poziția maximă | Referință |
| ---------------------------- | -------------- | --------- |
| Australia Singles Chart      | 34             | [ 2 ]     |
| Irlanda Singles Chart        | 9              | [ 2 ]     |
| Germany Singles Chart        | 31             | [ 2 ]     |
| New Zeeland Singles Chart    | 38             | [ 2 ]     |
| Portugal Singles Chart       | 19             | [ 2 ]     |
| UK Singles Chart             | 21             | [ 2 ]     |
| U.S. Billboard Hot 100       | 102            | [ 4 ]     |
| U.S. Billboard Hot R&B Songs | 81             | [ 4 ]     |